# 美丽短鳍蓑鲉
美丽短鳍蓑鲉（学名：Dendrochirus bellus）为輻鰭魚綱鮋形目鮋亞目鲉科短鳍蓑鲉属的鱼类，為亞熱帶海水魚，分布于日本以及西沙群岛等海域、广东沿海、台湾海峡和东海沿岸等，棲息深度10-200公尺，體長可達15公分，棲息在沙石底質底層水域，生活習性不明。该物种的模式产地在三崎。